# Ramón Miérez
Ramón Miérez (Resistencia, Argentina, 13 de maig de 1997) és un futbolista argentí que juga com a davanter a l'NK Osijek de la Primera Lliga de Croàcia. Ha estat internacional sub-20.

## Trajectòria
Format al Club Atlético Tigre de l'Argentina, va debutar el 22 de març de 2016 contra Newell's en un partit en què va jugar 14 minuts. Va disputar 30 partits defensant la samarreta del Club Atlètic Tigre, on va marcar gols contra el de Sarmiento de Junín, el San Lorenzo de almagro i el Colón de Santa Fe.
En 2017 va ser cedit a l'NK Istra croat, club el qual era propietat del Deportivo Alavés en un 85 %. L'ariet argentí va disputar aquesta campanya un total de 23 partits en els quals va marcar 10 gols, sent part important de l'atac. La temporada 2019-20 va signar contracte amb l'Alavés, i fou cedit al Club Deportivo Tenerife on va aconseguir marcar un gol en 20 partits disputats, amb 699 minuts de joc, en la Segona divisió d'Espanya.
El 27 d'agost de 2020 fou cedit a l'NK Osijek de la Primera Lliga de Croàcia, on juga cedit pel Deportivo Alavés.

## Selecció
L'any 2017 va ser convocat per la selecció sub-20 de l'Argentina.